# Дорогая, я больше не перезвоню
«Дорога́я, я бо́льше не перезвоню́» — российская приключенческая комедия про трудоголика, страдающего синдромом отложенной жизни, который случайно оказался в прихожей загробного мира. В главных ролях: Никита Ефремов, Мила Ершова, Дмитрий Чеботарёв, Агата Муцениеце, Ангелина Пахомова, Валентина Ляпина, Евгения Добровольская, Роберт Юсупов, Ян Цапник.
Выход в прокат: 6 марта 2025 года.
Премьера в онлайн-кинотеатре Okko состоялась 17 апреля 2025 года.

## Сюжет
Молодой московский пиарщик Даня (Никита Ефремов) страдает синдромом отложенной жизни. Он во всём себе отказывает, много трудится, мечтая заработать много денег и полностью изменить свою жизнь. Он мечтает о тех временах, когда сможет купить шикарный особняк на берегу моря, разъезжать на элитном автомобиле представительского класса, познакомиться со сногсшибательной красоткой, которую он увидит в соцсетях и сразу влюбится…
Внезапно Даня впадает в кому и оказывается в прихожей загробного мира, которая подозрительно напоминает аэропорт из его последней рекламы. Рейсов всего два — или в ад, или в рай, но Даня уверен, что где-то в аэропорту должна быть тайная дверь, ведущая обратно в мир живых. Однако нужно решить, где её искать, и размышляет об этом он в небольшом баре под названием «Дорогая, я больше не перезвоню», основные постояльцы которого — умершие и ожидающие своей участи люди…

## Производство
Фильм снят кинокомпанией ID Production при участии Art Pictures Distribution и поддержке телеканала «Россия-1» и онлайн-кинотеатра Okko.
Съёмки фильма стартовали в июле 2024 года и продлились до сентября. Они проходили в одном из павильонов «Мосфильма». Каждое пространство, куда по сюжету попадают герои, оформлено в духе полотен известных художников. Например, бар, в честь которого получила название картина, отсылает к Ван Гогу, а аэропорт — к Антонио Гауди. В фильме также показаны интерьеры, вдохновлённые работами Рериха, Босха и Хоппера.
В январе 2025 года стало известно, что в создании проекта принимала участие музыкальная группа The Hatters, солистом которой является Юрий Музыченко.
Трейлер фильма вышел 4 февраля 2025 года.
Выход в прокат: 6 марта 2025 года.

## Актёры и персонажи

### Главные роли
| Актёр                 | Роль     |
| --------------------- | -------- |
| Агата Муцениеце       | Катя     |
| Ангелина Пахомова     |          |
| Валентина Ляпина      |          |
| Дмитрий Чеботарёв     | бармен   |
| Евгения Добровольская |          |
| Мила Ершова           | байкерша |
| Никита Ефремов        | Даня     |
| Ян Цапник             |          |

### Роли второго плана / эпизоды
| Актёр                    | Роль                        |
| ------------------------ | --------------------------- |
| Акулина Морозова         | Ангел                       |
| Анастасия Светличная     | девушка в баре              |
| Андрей Козлов            | депутат                     |
| Андрей Ларин             | Даня в детстве              |
| Андрей Рогозин           | креативщик                  |
| Анна Балабанова          | стюардесса                  |
| Арсен Гюльбалаев         | инспектор ГИБДД             |
| Дмитрий Красюк           | Большой Лебовский           |
| Евгений Шварц            | хозяин магазина             |
| Екатерина Кузнецова      | ангел                       |
| Екатерина Соколова-Жубер | эпизод                      |
| Ирина Абросимова         | уборщица                    |
| Людмила Ячменева         | сотрудник сервисного центра |
| Оксана Полюдова          | мама Анны                   |
| Роберт Юсупов            | Роб                         |
| Сергей Петров            | Геннадий Викторович         |
| Татьяна Емельяненкова    | бабушка                     |
| Татьяна Монахова         | Татьяна, медсестра          |
| Юлия Юркевич             | девушка                     |
| Юрий Музыченко           | эпизод                      |
| Юрий Скулябин            | водитель Дани               |

## О фильме
Дмитрий Литвинов, продюсер:

Это по-настоящему инновационный проект с неповторимыми мирами, в которых оказывается главный герой. «Дорогая, я больше не перезвоню» — умелое сочетание лирики и комедии, которое даст возможность зрителям испытать эмоциональные качели и полностью окунуться в волшебный мир этой картины.

Эльвира Дмитриевская, продюсер:

Люди всегда слишком много размышляют, обдумывают, прогнозируют, создавая для себя максимально комфортное будущее и как будто бы жертвуют настоящим. По сути, мы переносим события своей жизни в несуществующий мир и живём по формуле «хорошо там, где нас нет». Я постараюсь не делать этого хотя бы сейчас, поэтому не хочу рассуждать о судьбе нашей картины, её месте в российском кинематографе или успехе в прокате. Я перенесусь в настоящее и скажу, что прямо сейчас я очень рада, что над фильмом работает невероятно талантливая и самобытная команда, и, наконец, что онлайн-кинотеатр Okko имеет к этому самое прямое отношение. Я уверена, что эта история поможет зрителям вернуться из прошлого и будущего в настоящее и задуматься о том, что происходит здесь и сейчас.

Александр Фомин, режиссёр, сценарист:

Главная локация — аэропорт, из которого отправляются рейсы в ад или рай. Это своеобразный предбанник загробного мира. И если обычно распределение по направлениям проходит быстро, то герой Ефремова застревает в аэропорту на неизвестный срок, потому что находится в коме. Сперва я думал, что продюсеров тема смерти испугает, но все встретили идею с энтузиазмом. Хорошо шутить о том, чего боишься… Я назвал фильм в честь своего любимого бара юности «Дорогая, я перезвоню». Дело в том, что все локации картины связаны с воспоминаниями героя о земной жизни. Я подумал, что бар из его воспоминаний может быть таким же, как и у меня. А это — бар из нулевых/десятых, в который я ходил на «Маяковке».
Никита Ефремов, актёр:
Проект заинтересовал меня прежде всего темой, потому что нечасто встречаются фильмы, которые открыто говорят про такую, казалось бы, табуированную вещь как смерть. Мы все время живём так, как будто мы бессмертные, но это не так. Что бы мы ни делали, сколько бы ни накапливали, что бы ни происходило, смерть всё равно настанет. И в нашем фильме у героя появляется возможность обрести ту самую радость жизни, умение радоваться простым вещам, которые он потерял… У нас была удивительная команда. И в первую очередь хочется сказать спасибо режиссёру, благодаря которому было так много юмора и в то же время чёткости в работе. Всем предлагаю отправиться с нами в это комедийное путешествие. Надеюсь, что зритель получит и философское, и развлекательное удовольствие, а мы в этом ему поможем.
Дмитрий Чеботарёв, актёр:
Для меня съёмки в этом проекте запомнились отличной командой, свободой творчества и удивительными декорациями. Мы снимали этот фильм для зрителя и пытались сделать всё честно, с любовью, уважением и тонким юмором.
Ян Цапник, актёр:
Сама тема загробного мира и того, что там происходит, меня не пугает. Как говорится, все там будем. Ну а раз так, чего бояться… Что касаемо фильма, он получился не страшным, как может показаться многим, а, напротив, очень добрым, и заставляющим задуматься: так ли мы правы, когда в мечтах о светлом будущем забываем о настоящем, упускаем моменты, о которых потом, возможно, придётся пожалеть.

Мила Ершова, актриса:
У фильма просто идеальный кастинг! Практически в каждой сцене я вместе с Никитой и Димой — мне с ними классно и по-актёрски, и по-человечески. Очень их люблю и ценю! Мне понравилась тема, которую развил режиссёр. Это серьёзный и грустный разговор через комедию, приключенческую историю, фэнтези. И то, что сложная тема подаётся лёгким языком, с хорошим чувством юмора, меня и зацепило… Моя героиня разбилась на мотоцикле. Это случайность, но поскольку она ехала на огромной скорости и без шлема, это могут счесть самоубийством, и тогда её пункт назначения из аэропорта будет очевиден. Собираясь в баре, герои могут выдохнуть, понимая, что от них уже ничего не зависит…
Евгений Шварц, актёр:
Мой персонаж находится максимально на своём месте в этом воображаемом мире, он один из сотрудников аэропорта. Изначально я пробовался на другую роль. Мы с Сашей как-то работали вместе, и он позвал меня в свой новый фильм — сыграть яркого комического персонажа. Это как раз то, чего мне сейчас не хватает в моей актёрской карьере. Драмы и исторические проекты прекрасны, но для психики тяжело, когда нет ролей, где можно просто оторваться и отпустить себя. И вот я пришёл на пробы к Саше и говорю: «Слушай, у тебя в сценарии есть замечательный персонаж еврея. Давай мы через всё твое творчество пронесём концепт: ты будешь везде писать еврея, а я буду его играть?». Я подумал, что это будет роль буквально на один съёмочный день, а оказалось, что меня в кадре будет много…